# 세사르 몬테스
세사르 하시브 몬테스 카스트로(스페인어: César Jasib Montes Castro, 1997년 2월 24일 ~ )는 멕시코의 축구 선수이다. 포지션은 센터백이다. 현재 스페인 라리가의 알메리아 소속이다.